# 児童演劇
児童演劇（じどうえんげき）は、主に小学校・中学校・おやこ劇場で行われる子ども向けの演劇のことである。児童自身が演じる学校劇は主に児童劇（じどうげき）と呼ばれ児童演劇とは別の意味となる。世界各国に同様な劇はみられるが、日本においては1903年（明治36年）に川上音二郎一座が演じたお伽芝居がその始まりとされる。

## 概要
児童演劇（じどうえんげき）とは、主に小学校・中学校・おやこ劇場で行われる子ども向けの演劇のことである。
演じるのは主に「創造団体」と呼ばれる劇団であり、その演技法は人間による芝居（人間劇）、スクリーンを使った影絵芝居（影絵劇）、人形を使った芝居（人形劇）に大別される。
戦後まもなく子ども達にお芝居をの掛け声と共に高度成長期の日本において、「子ども達を二度と戦場に送らない」ために戦争を体験した学生などによって始まった文化的活動である。
その運動は全国的に広まり、学校行事に演劇鑑賞会という一つのカテゴリを持つまでに至った。
しかし近年は少子化、学校の授業数の減少により学校での行事そのものが減ってきている。
一方1960年代に始まったおやこ劇場活動も娯楽の多様化からか会員数が減少、現在の創造団体にとっては厳しい冬の時代とも言える。
しかしながら一方では全国の離島を巡回する公演が文化庁の主催によって現在も続けられ、2002年2月の国語審議会の答申において初めて「教育現場に演劇を」というフレーズが盛り込まれ、教育界・児童演劇界にとって新しい風が吹いてきていることも事実である。